# هزارپای گلخانه‌ای

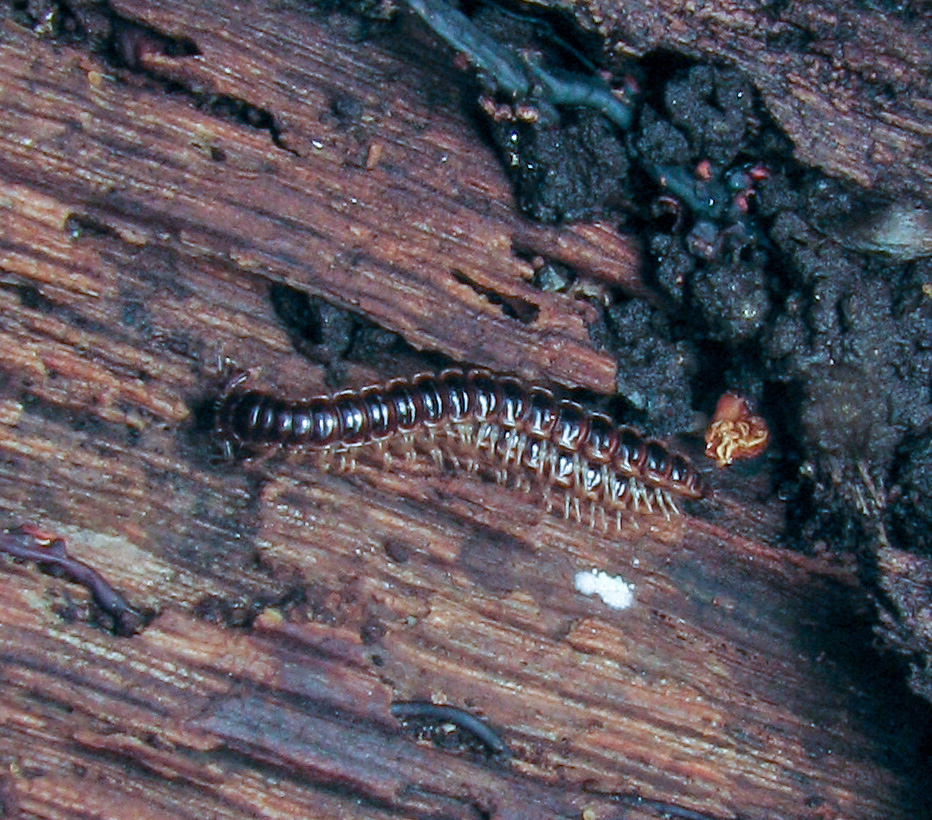
جفتگیری هزارپا

هزارپای گلخانه‌ای (نام علمی: Oxidus gracilis) که با نام‌های هزارپای گرمخانه، هزارپا فلنج‌کوتاه یا هزارپا باغی نیز شناخته می‌شود، گونه‌ای هزارپا از خانواده Paradoxosomatidae است که به‌طور گسترده در سراسر جهان معرفی شده‌است و گاه به عنوان آفت در گلخانه‌ها مطرح می‌شود.

## پراکندگی
تصور می‌شود که هزارپاهای گلخانه‌ای بومی ژاپن هستند، اما در سطح جهانی معرفی شده‌اند. آنها در نواحی گرمسیری و همچنین مناطق معتدل شمال و جنوب آمریکا، شمال ایران و تمام اروپا یافت می‌شوند.